# Assedio del castello del canonicato di Ross
L'assedio del castello del canonicato di Ross fu uno scontro combattuto tra il 1569 ed il 1573 nell'ambito della guerra civile mariana tra l'ormai deposta regina Maria di Scozia e suo figlio Giacomo VI di Scozia, ancora infante, coadiuvato dal suo consiglio di reggenza. Lo scontro si risolse in una faida tra il Clan Mackenzie ed il Clan Munro, che erano tra i più potenti del Ross-shire. I problemi iniziarono quando John Leslie, vescovo di Ross garantì a suo cugino Leslie, signore di Balquhair, il diritto ed il titolo di castellano sul castello del canonicato di Ross assieme alla gestione delle terre da esso dipendenti. Il vescovo Leslie era stato segretario della regina Maria. La sua reputazione, ad ogni modo, alla luce di quanto avvenuto, era quella di un personaggio intenzionato a trarre profitti personali per la sua famiglia dai beni della sua chiesa. Nonostante questi privilegi, il reggente James Stewart, I conte di Moray, agendo in nome dell'infante Giacomo VI, concesse la custodia del medesimo castello a Andrew Munro, V signore di Milntown.
Il reggente Moray, figlio illegittimo di re Giacomo V di Scozia, promise al vescovo di Leslie le terre della baroniadi Fintry a Buchan in cambio della cessione del castello e delle terre annesse alla sua causa. Questo piano venne interrotto quando, nel gennaio del 1570, James Stewart, il reggente di Moray venne colpito ed assassinato, impedendo ad Andrew Munro di Milntown di ottenere difatti il castello ed i titoli con le terre del canonicato; ma questo non lo fece desistere da occupare il castello locale.
I Mackenzie, tutt'altro che compiaciuti dal vedere i loro potenti vicini, i Munro, prendere possesso del castello, fecero pressione perché vi rinunciassero ma ovviamente senza successo.
I Munro decisero di tentare un nuovo approccio con il nuovo reggente del consiglio di Giacomo VI, Matthew Stewart, IV conte di Lennox, il quale decise di supportare la loro causa. La situazione divenne ancora più complessa quando il conte di Lennox venne anch'egli ucciso nel settembre del 1571. Il reggente successivo, John Erskine, conte di Mar, successivamente diede anch'egli la sua approvazione ad Andrew Munro per mantenere il possesso del castello, ma il conte di Mar morì nell'ottobre del 1572 dopo una breve malattia che secondo alcune fonti sarebbe da ricondurre ad un avvelenamento.
I Mackenzie reputavano i Munro come degli usurpatori di proprietà loro personali. Pertanto si portarono ad assediare il castello locale. I Munro difesero il castello per tre anni perdendo molte vite ma causando perdite anche presso i loro nemici. Infine nel 1573 i Munro decisero di cedere il castello ai Mackenzie con un atto di pacificazione, sotto i termini del quale i Munro vennero ricompensati delle spese sostenute per l'occupazione militare del castello.
Durante la minore età di Giacomo VI, che ufficialmente terminò nel 1578, i Munro di Milntown, col loro capoclan Robert Mor Munro, XV barone di Foulis, ottenne in carico le terre della Corona di Ross e di Black Isle. Il 31 ottobre 1578, Giacomo VI concesse il castello ed i "luoghi del canonicato" ad Henry Stewart, III lord Methven. Il canonicato venne dato ad Alexander Hepburn (m. 1578), successore di John Lesley, vescovo di Ross, portatosi in esilio con la regina Maria. Lord Methven ricevette le entrate delle terre sino alla nomina del nuovo vescovo di Ross. Nel luglio del 1589, Giacomo VI giunse al canonicato di persona per portarsi in visita al luogo.